# Jules Gaudard
Pour les articles homonymes, voir Gaudard.
Jules Gaudard, né le 10 avril 1833 à Arzier-Le Muids et mort le 21 février 1917  à Lausanne, est un ingénieur vaudois.

## Biographie
Jules-Charles-Victor Gaudard est élevé à Morges où son père est pasteur, puis directeur du collège jusqu'en 1845. Il commence ses études de sciences à Lausanne (Collège Galliard et Académie), puis à l'École Centrale des Arts et Manufactures (Promotion 1855).
Devenu ingénieur civil, il construit les lignes ferroviaires Yverdon-Vaumarcus et Lausanne-Villeneuve (1855-1861). Spécialiste des ouvrages d'art métalliques, Jules Gaudard réalise le pont sur la Thielle à Yverdon-les-Bains, le viaduc de la Paudèze et les ponts ferroviaires sur le Rhône à Saint-Maurice. Il devient professeur de construction, topographie et géodésie à l'école spéciale (dès 1865), devenue faculté technique de l'Académie (dès 1869), puis école d'ingénieurs de l'Université de Lausanne (1891-1901).
Auteur de nombreuses études techniques sur la résistance des matériaux, il publie également des ouvrages de philosophie religieuse.

## Sources
- « Jules Gaudard », sur la base de données des personnalités vaudoises sur la plateforme « Patrinum » de la Bibliothèque cantonale et universitaire de Lausanne.
- Patrie suisse, 1917, no 615, p. 94
- photo Patrie suisse, (A. B.), 1904, no 270, p. 18-20
- Paul Bissegger, « Gaudard, Jules » dans le Dictionnaire historique de la Suisse en ligne, version du 29 juin 2007.
- INSA, 5, 254
- Professeurs Lausanne, 474-475
- S. Malfroy, « Rêveries d'un fervent lecteur de l'INSA ou les aventures d'un pêcheur en eaux troubles », in A+A, 56, 2005, cah. 3, 32-36